# Atlantische koornaarvis
De Atlantische koornaarvis (Menidia menidia) is een straalvinnige vis uit de familie Atherinopsidae en de orde van dekoornaarvisachtigen (Atheriniformes). De vis kan een lengte bereiken van 15 centimeter. De hoogst geregistreerde leeftijd is twee jaar.

## Leefomgeving
Menidia menidia komt in zeewater en brak water voor. De vis komt voornamelijk dicht onder het oppervlak voor in gematigde wateren in de Atlantische Oceaan.

## Relatie tot de mens
Menidia menidia is voor de visserij van beperkt commercieel belang. In de hengelsport wordt weinig op de vis gejaagd. De soort wordt gevangen voor commerciële aquaria.